# オルガ・ウリアノヴァ
オルガ・ヴィクトロヴナ・ウリアノヴァ（英語: : ロシア語: Ольга Викторовна Ульянова, 1963年2月23日 - 2016年12月29日）は、ソビエト連邦出身、チリ国籍の歴史学者（現代史）。冷戦時代、チリ共産党、国家以外による国際ネットワークを専門としていた。

## 経歴
1963年にソビエト連邦に生まれ、1985年にモスクワ大学で歴史学の修士号を、1988年には同大学で普遍史の博士号を取得した。大学時代にはすでに南アメリカのチリの社会や政治史を専門としていた。チリから亡命した共産主義指導者の翻訳者として働き、1992年にチリからの亡命者と結婚すると、夫とともにチリに渡った。夫妻の一人娘はチリとロシアの国籍を有している。
チリでは主にサンティアゴ大学で、またアバンサドス研究所で働き、2010年から2015年には同研究所のディレクターを務めた。2016年にはサンティアゴ大学の土木工学者であるフアン・マヌエル・ソレッツィからサンティアゴ大学功労メダルを授与された。2016年12月29日、癌が原因でサンティアゴで亡くなった。53歳没。

## 研究内容・業績
- サンティアゴ大学のアメリカ研究分野における博士号プログラムのディレクターでもあり、いくつかの大学で非常勤講師としても働いた。科学技術の発展に関する国立基金（英語版）」(Fondecyt)の歴史学者委員会のメンバーであり、科学技術研究国立委員会（英語版）の監査委員でもあった。チリ国内外のいくつかの学術誌の編集委員でもあった[2]。
- コミンテルンや旧ソビエト連邦全般の資料からの文書情報の探索を専門としていた。チリの共産主義者、特にコミンテルンと接触した人物について研究した。ロランド・アルバレス・バリェホス（英語版）やアルフレード・リケルメ（英語版）などの専門家とともにいくつかの論考を著している。
- テレビ・ラジオ・新聞などでは国際問題の解説委員を務めていた。

## 著作
- Rusia: raíces históricas y dinámica de las reformas, Santiago, Editorial of  University of Santiago, Collection IDEA-USACH, 1994.
- El exilio ruso blanco y su impacto en América Latina y en Chile, en Revista de Historia, 1997, University of Concepción.
- Primeros contactos entre en PC chileno y Komintern, en Cuadernos de Historia, Universidad de Chile, 1998.
- Algunos aspectos de la ayuda financiera del comunismo soviético al PC chileno durante la Guerra Fría, en Estudios Públicos, Nº72, spring/1998.
- Los primeros rusos en Chile: inicios de un proceso migratorio, en Revista de Humanidades, Andrés Bello National University, Nº5, 1999.
- Viajeros rusos en Chile, Santiago, DIBAM, 2000.
- Un Chejov desconocido, Santiago, Editorial RIL, 2000.
- El caso de Manuel Hidalgo en el PC chileno a partir de los documentos de Komintern en Jorge Rojas Flores y Manuel Loyola (comp.), Por un rojo amanecer. Hacia una historia de los comunistas chilenos, Santiago, 2000.
- La Unidad Popular y el golpe militar en Chile: percepciones y análisis soviéticos, en Estudios Públicos, Nº 79, 2000.
- Chile en los archivos soviéticos, Tomo 1, Chile y Komintern 1922-1931, Estudios y Documentos, Santiago, DIBAM-LOM-USACH, 2005, アルフレード・リケルメ（英語版）との共書
- Políticas, redes y militancias. Chile y América Latina en el siglo XX, USACH-Ariadna, 2009 共書
- Chile en los archivos soviéticos, Tomo 2, Chile y Komintern 1931-1935, Estudios y Documentos, DIBAM-LOM, 2009, アルフレード・リケルメ（英語版）との共書